# مقاطعة الركيز
الركيز هي مقاطعة تابعة إداريًا لولاية الترارزة في موريتانيا.

## قائمة البلديات في المقاطعة
تتكون المقاطعة من ثلاث بلديات:
- الركيز
- أبو طلحاية
- بَرَيْنَة
- اتَّيْكان
- القصيبة

## السكان
بلغ عدد سكان المقاطعة 70 451 نسمة (34 120 ذكر و36 331 أنثى)وفق تعداد سنة 2000.
| رمز | المقاطعة | المساحة كم2 | السكان | السكان | السكان |
| رمز | المقاطعة | المساحة كم2 | 1988   | 2000   | 2013   |
| --- | -------- | ----------- | ------ | ------ | ------ |
| 65  | اركيز    | 5 140       | 44 854 | 70 451 | 70 955 |